# Radio London (Nederland)

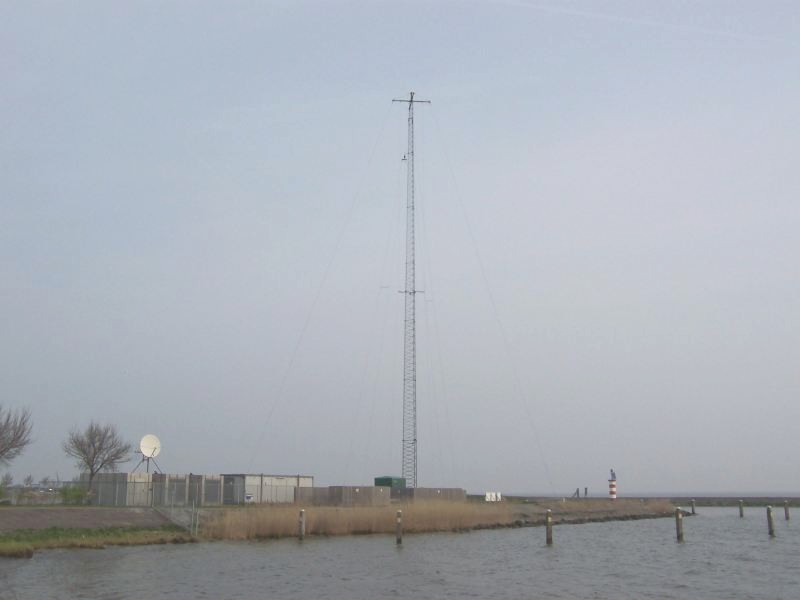
Zendmast van Big L bij Trintelhaven

Radio London was een Nederlands commercieel radiostation met Engelstalige op Groot-Brittannië gerichte programma's, dat uitzond van 14 mei 2005 tot 12 september 2005 en van 19 september 2006 tot 1 augustus 2008 en daarna nog enige tijd vanaf 3 december 2009. Het radiostation gebruikte dezelfde naam als de voormalige zeezender Radio London (1964–1967) maar had geen enkele band daarmee. Uit juridische overwegingen werd de naam Big L gebruikt door dit radiostation.
De zender zond uit op 1395 kHz, 215 m middengolf (dagelijks uitgeschakeld van 20.00 tot 23.00 uur Nederlandse tijd) en via webradio op hun website.
Van 1 oktober 2007 tot 1 augustus 2008 werd op Big L op werkdagen dagelijks van 5 tot 6 uur 's morgens een Nederlandstalig uur uitgezonden.
De middengolfzender stond bij de Trintelhaven, dit is een haventje ongeveer halverwege aan de dijk Lelystad-Enkhuizen aan de kant van het IJsselmeer. Wel moest deze zender dagelijks uitgeschakeld zijn van 20 tot 23 uur zodat Radio Tirana uit Albanië, dat op dezelfde frequentie uitzendt, op die tijd niet door Big L kan worden gestoord.
Sinds 1 augustus 2008 was deze zender echter voor 16 maanden uitgeschakeld. De reden hiervan was waarschijnlijk dat de eigenaar van dit radiostation, Ray Anderson, de sterk gestegen prijs van de dieselolie die benodigd is om deze zender "draaiende" te kunnen houden, toen niet langer kon betalen. Echter op 3 december 2009 werd deze zender weer ingeschakeld, wél moest deze dagelijks van 20.00 tot 23.00 uur uit blijven staan in verband met storing van deze zender op Radio Tirana. Vanaf 3 december 2009 werd Big L financieel gesponsord door KBC Radio dat van 23.00 uur tot 7.00 uur uitzond op deze zender. Sinds 25 januari 2011 zijn de uitzendingen van Big L op de 1395 kHz echter wederom gestaakt. Van 1 april 2012 tot en met 30 april 2013 zond Radio Seagull uit op deze frequentie. In oktober 2013 is de zendvergunning ingetrokken door het Agentschap Telecom.